# Giunta comunale
La giunta comunale, in Italia, è uno degli organi collegiali di governo del comune, ente locale previsto dall'art. 114 della Costituzione della Repubblica Italiana.

## Storia
La giunta comunale era già prevista nella legge 20 marzo 1865, n. 2248, allegato A, la prima legge comunale e provinciale dello stato unitario italiano.
Nel 1922, con l'avvento del fascismo, gli organi democratici comunali furono soppressi e sostituiti da organi di nomina governativa. Dapprima il Comune di Roma fu trasformato in Governatorato (r. d. lgs. 28 ottobre 1925, n. 1949); in seguito fu introdotta la figura del podestà, inizialmente nei comuni con meno di 5.000 abitanti (legge 4 febbraio 1926, n. 237) e poi in tutti gli altri (r. d. lgs. 3 settembre 1926, n. 1910). Tali leggi di riforma, confluite poi nel testo unico della legge comunale e provinciale del 1934, delinearono un sistema nel quale tutte le funzioni in precedenza spettanti al sindaco, alla giunta e al consiglio comunale erano attribuite ad un unico organo, il podestà, nominato con regio decreto per cinque anni, ma revocabile in ogni momento. Il podestà era affiancato da una consulta municipale, composta da almeno 6 consultori nominati dal prefetto o, nelle grandi città, dal Ministro dell'Interno, con funzioni consultive su alcune materie indicate dalla legge e su tutte le altre questioni che il potestà avesse ritenuto di sottoporgli. Nei comuni con più di 5 000 abitanti il podestà poteva essere affiancato da uno o due vicepodestà, secondo che la popolazione fosse o meno superiore a 100.000 abitanti, nominati con le stesse modalità. La città di Roma aveva un ordinamento differenziato, essendo le funzioni municipali attribuite ad un governatore, coadiuvato da un vicegovernatore e affiancato da una consulta, costituita da 12 consultori, tutti nominati con decreto reale.
In seguito alla caduta del fascismo, l'amministrazione provvisoria dei comuni fu disciplinata con r.d.lgs. 4 aprile 1944, n. 111 che l'affidò, fino al ripristino del sistema elettivo, ad un sindaco e ad una giunta comunale, nominati dal prefetto su proposta del CLN. Il sistema elettivo fu ripristinato con d.lgs. 7 gennaio 1946, n. 1. Con la legge 25 marzo 1993, n. 81 venne introdotta l'elezione diretta del sindaco e, correlativamente, la nomina dei componenti della giunta da parte dello stesso, mentre fino ad allora erano stati eletti dal consiglio comunale. In questo modo la forma di governo del comune, in precedenza riconducibile al modello parlamentare, venne avvicinata al modello semipresidenziale.

## Descrizione

### Struttura
La giunta è un organo collegiale composto dal sindaco, che ne è anche presidente, e da un numero di assessori, stabilito dallo statuto comunale, che nelle regioni a statuto ordinario non deve essere superiore a un quarto (e non più un terzo, come previsto dall'art. 47 Tuel Dlgs 267/2000), arrotondato in eccesso, del numero dei consiglieri comunali, computando a tale fine anche il sindaco, e comunque non superiore a dodici.
Secondo l'art. 47 del D.lgs. 267/2000 gli assessori sono nominati dal sindaco fra i cittadini in possesso dei requisiti di candidabilità, eleggibilità e compatibilità alla carica di consigliere. Nei comuni con popolazione pari o superiore a 15.000 abitanti gli assessori sono nominati anche al di fuori dei componenti del consiglio, tuttavia, poiché secondo l'art. 64 del D.lgs. 267/2000 in questi comuni la carica di assessore è incompatibile con quella di consigliere, chi è stato nominato assessore cessa dalla carica di consigliere all'atto dell'accettazione della nomina. Nei comuni con popolazione inferiore a 15.000 abitanti gli assessori sono nominati all'interno del consiglio comunale, salvo che lo statuto preveda la possibilità di nominarli anche al di fuori; in questo caso non esiste alcuna incompatibilità tra la carica di assessore e quella di consigliere. Il sindaco ha, secondo la legge, la più ampia discrezionalità nella nomina e revoca degli assessori; nella pratica, però, deve tenere conto delle indicazioni delle forze politiche che lo sostengono e, nel caso di coalizione, ponderare la presenza in giunta delle stesse.
La legge 7 aprile 2014, n. 56 (legge Delrio), stabilisce il numero dei componenti dell'organo a seconda della popolazione residente nel comune italiano di riferimento fino a 10.000 abitanti:
- per i comuni con popolazione fino a 3.000 abitanti è previsto un numero massimo di 2 assessori (tranne diversa previsione – comunque inferiore – statutaria);
- per i comuni con popolazione superiore a 3.000 e fino a 10.000 abitanti è previsto un numero massimo di 4 assessori (tranne diversa previsione – comunque inferiore – statutaria);

per i comuni con popolazione pari o superiore a 10.000 abitanti, l'art. 47 Tuel (D.lgs 267/2000) coordinato con l'art. 2, comma 185, della legge 23 dicembre 2009, n. 191, stabilisce che il numero degli assessori, nelle regioni a statuto ordinario, non deve essere superiore a un quarto, arrotondato in eccesso, del numero dei consiglieri comunali, computando a tale fine anche il sindaco, e comunque non superiore a dodici.

### Funzioni
Secondo l'art. 48 del d. lgs. 267/2000 la giunta collabora con il sindaco nel governo del comune ed opera attraverso deliberazioni collegiali. La giunta compie tutti gli atti rientranti nelle funzioni degli organi di governo, che non siano riservati dalla legge al consiglio e che non ricadano nelle competenze, previste dalle leggi o dallo statuto, del sindaco o degli organi di decentramento; collabora con il sindaco nell'attuazione degli indirizzi generali del consiglio comunale; riferisce annualmente al consiglio sulla propria attività e svolge attività propositive e di impulso nei confronti dello stesso; adotta i regolamenti sull'ordinamento degli uffici e dei servizi, nel rispetto dei criteri generali stabiliti dal consiglio. 
Ciascun assessore riceve, di norma, una o più deleghe relative a settori specifici dell'azione amministrativa comunale. Talvolta il sindaco conferisce a membri del consiglio comunale (i cosiddetti consiglieri delegati) incarichi di collaborazione in ambiti specifici, sicché questi vengono a configurarsi come una sorta di assessori "esterni", sebbene tale prassi sia da molti ritenuta in contrasto con l'attuale impianto normativo in materia di organi degli enti locali.

### Roma capitale
Nella città di Roma la giunta comunale prende il nome di giunta capitolina.

## Regioni a statuto speciale
Secondo l'art. 1, comma 2, del d.lgs. 267/2000 le disposizioni del testo unico non si applicano alle regioni a statuto speciale e alle province autonome di Trento e di Bolzano se incompatibili con le attribuzioni previste dagli statuti e dalle relative norme di attuazione. Gli statuti di tutte queste regioni, dopo le modifiche apportate alla legge costituzionale 23 settembre 1993, n. 2, attribuiscono la materia dell'ordinamento degli enti locali e delle relative circoscrizioni alla competenza del legislatore regionale; esso, pertanto, può derogare le disposizioni del d.lgs. 267/2000.
Nel Trentino-Alto Adige la giunta è composta al massimo da 10 assessori nei due capoluoghi di provincia, 8 nei comuni con più di 10.000 abitanti, 6 nei comuni con più di 3.000 abitanti e 4 negli altri comuni. Nella Provincia autonoma di Bolzano gli assessori non sono nominati da sindaco ma eletti dal consiglio comunale su sua proposta. Nella Provincia autonoma di Trento il limite di popolazione al di sopra del quale è possibile nominare assessori al di fuori del consiglio comunale è ridotto da 15.000 a 3.000 abitanti.
In Friuli-Venezia Giulia non  vi è alcuna incompatibilità tra la carica di assessore e quella di consigliere comunale, a prescindere dalla popolazione del comune.